# Giełczyce (Skoroszyce)
Giełczyce (deutsch Geltendorf) ist ein Ort der Landgemeinde Skoroszyce im Powiat Nyski der Woiwodschaft Opole in Polen.

## Geographie
Das Angerdorf Giełczyce liegt etwa vier Kilometer südöstlich von Skoroszyce, 20 Kilometer nordöstlich von Nysa (Neisse) und 41 Kilometer südwestlich von Opole (Opole) in der Nizina Śląska (Schlesische Tiefebene). Durch das Dorf fließt die Cielnica (Tellnitz), ein linker Zufluss der Glatzer Neiße.
Nachbarorte von Giełczyce sind im Norden Brzeziny (Groß Briesen), im Südosten Sidzina (Hennersdorf), im Südwesten Makowice (Mogwitz) sowie im Nordwesten Skoroszyce (Friedewald).

## Geschichte
In dem Werk Liber fundationis episcopatus Vratislaviensis aus den Jahren 1295–1305 wird der Ort erstmals als Gelczicz erwähnt. 1395 erfolgte eine Erwähnung als Geltindorff.
Nach dem Ersten Schlesischen Krieg 1742 fiel Geltendorf mit dem größten Teil Schlesiens an Preußen.
Nach der Neuorganisation der Provinz Schlesien gehörte die Landgemeinde Geltendorf ab 1816 zum Landkreis Grottkau im Regierungsbezirk Oppeln. 1845 bestanden im Dorf eine Mühle, eine Schrankwirtschaft, eine Schmiede sowie 46 weitere Häuser. Im gleichen Jahr lebten in Geltendorf 266 Menschen, allesamt katholisch. 1855 lebten 288 Menschen in Geltendorf. 1865 bestanden im Ort eine Scholtisei, eine 12 Bauer-, 16 Gärtner- und 13 Häuslerstellen. Eingeschult und eingepfarrt waren die Bewohner nach Hennersdorf. 1874 wurde der Amtsbezirk Hennersdorf gegründet, welcher aus den Landgemeinden Geltendorf und Hennersdorf und den Gutsbezirken Hennersdorf-Leipelt und Hennersdorf-Riedel bestand. 1885 zählte Geltendorf 621 Einwohner.
1933 lebten in Geltendorf 187 sowie 1939 202 Menschen. Bis Kriegsende 1945 gehörte der Ort zum Landkreis Grottkau.
Als Folge des Zweiten Weltkriegs fiel Geltendorf 1945 wie der größte Teil Schlesiens unter polnische Verwaltung. Nachfolgend wurde es in Giełczyce umbenannt und der Woiwodschaft Schlesien angeschlossen. Die deutsche Bevölkerung wurde weitgehend vertrieben. 1950 wurde es der Woiwodschaft Oppeln eingegliedert. 1999 kam der Ort zum wiedergegründeten Powiat Nyski. 2011 lebten 189 Menschen im Ort.

## Sehenswürdigkeiten
- Römisch-katholische Kapelle St. Mariä Rosenkranz (poln. Kaplica pw. MB Różańcowej)
- Steinerne Wegekapelle mit Jesubild
- Hölzernes Wegekreuz